# Tjocknäbbad valfågel
Tjocknäbbad valfågel (Pachyptila crassirostris) är en fågel i familjen liror inom ordningen stormfåglar. Den häckar på öar i södra Indiska oceanen samt kring Nya Zeeland.

## Utseende
Valfåglar är små, blågrå petreller med svartbandad stjärt och ett mörkt band diagonalt över ovansidan på vingen. Arterna i släktet är synnerligen lika varandra och ofta omöjliga att skilja åt i fält.
Tjocknäbbad valfågel har en kroppslängd på 26 cm och vingbredden 58 cm. Den är mycket lik ljushuvad valfågel (P. turtur) och har tidigare behandlats som underart till denna. Den har dock grövre näbb, något ljusare huvud, mer markerade band på vingovansidan och mindre tydligt ögonbrynsstreck.

## Utbredning och systematik
Tjocknäbbad valfågel häckar i ögrupper i södra Indiska oceanen och sydvästra Stilla havet. Den delas in i tre underarter med följande utbredning:
- Pachyptila crassirostris crassirostris – häckar på Snareöarna och Bountyöarna
- Pachyptila crassirostris pyramidalis – häckar på Chathamöarna
- Pachyptila crassirostris flemingi – häckar på Heard- och Aucklandöarna

Underarten pyramidalis har tidigare inkluderats i nominatformen, men urskiljs numera som eget taxon baserat på större storlek, längre näbb och längre vingar samt längre stjärt hos hanen.
Arten tros hålla sig nära häckningsområdena året runt, men på grund av bestämningssvårigheter är dess rörelser dåligt kända. Den tros vara närmast släkt med ljushuvad valfågel (P. turtur) och behandlas av vissa som underart till denna.

## Levnadssätt
Artens häckningsbiologi är dåligt känd jämfört med andra valfåglar. Fåglarna återvänder till häckningskolonierna i september och häckningen inleds i oktober. Födan består mestadels av kräftdjur, framför allt märlkräftor som Hyperiella antarctica och Themisto antarctica, men även fisk, bläckfisk och mollusker.
Liksom övriga valfåglar är den sällskaplig till havs och kan uppträda i stora flockar. Valfåglar har en karakteristisk kastande flykt tätt över vågorna, tjocknäbbad valfågel mer irrande än ljushuvad valfågel. Den kan också utföra egendomliga loopar högt över vattenytan för att sedan återta den ursprungliga kursen.

## Status och hot
Arten har ett stort utbredningsområde och det finns inga tecken på vare sig några substantiella hot eller att populationen minskar. Utifrån dessa kriterier kategoriserar IUCN arten som livskraftig (LC). Världspopulationen uppskattas till mellan 100.000 och 200.000 vuxna individer.